# 大川タツユキ
大川 タツユキ（おおかわ たつゆき、本名：大川達之）は、東京都文京区出身の音楽プロデューサー、作曲家、編曲家、マニピュレーター、シンセサイザープログラマー、レコーディング・エンジニア、ミキシング・エンジニア、DJ。
仕事の内容や参加形態により、大川タツユキ,大川 達之,Tatsuyuki Okawa,Todd Okawa,MATALLY,THE DOMESTICS,ドメスティックス,PAPA-O、ROBOJIK,VISAGEなど様々な表記名を使い分けている。
ロサンゼルスでレコーディング・コーディネーターとして音楽のキャリアをスタート。数々の有名スタジオにてレコーディング作業に立ち合い、スタジオワークを習得する。帰国後、浜崎あゆみ、安室奈美恵、MISIA、CHEMISTRY、m-flo、19、leccaなど様々なアーティストに作曲/編曲・リミキサー・エンジニアとして関わるほか、映画やTV-CMの音楽も手がけるなど、多岐にわたる。

## 経歴
Los Angeles Groove School of music（スティーヴ・ルカサー、ロビー・ネビル等を輩出）在学中にコーディネーターとして活動。Greg Ladanyi （TOTO、フリートウッド・マック） 、ジョー・チッカレリ（フランク・ザッパ）等の作業に付き添いスタジオ・ワークのノウハウを習得。帰国後、株式会社HAM（旧HAMMERシンセサイザープログラマーの集団）でシンセサイザー・プログラマーとして音楽活動をスタート。ペプシCM曲（作曲：ブライアン・イーノ）等を編曲。後に、ホワイトボード音楽出版（スタジオテイクワン）に所属。自身の大川ルームでシンクラヴィア、Pro Tools等を使用した音楽制作を開始。エトワスミュージック（現アーティマージュミュージック）と共同でAQUARIUMスタジオを立ち上げm-flo初期作品をプロデュース。2006年よりmusicbox STUDIOを立ち上げ、フリーランス（プロデュース・作曲/編曲・エンジニア）にて活動開始、現在に至る。

## 仕事について
プロデューサー、作曲家、編曲家、マニピュレーター、リミキサー、レコーディング・エンジニアなど、作業内容が多岐に渡るので、仕事を請け負う際に同じレコード会社からの依頼であっても部署によって認知されている位置、依頼業務が異なる。作曲、編曲、トラックメイカー、レコーディング等は、自身のスタジオ（musicboxSTUDIO）で行っている。レコーディング・エンジニアとしての仕事で、外部スタジオに出張する事もある。

## 参加作品
- m-flo
  - シングル
    - The Way We Were
    - been so long
    - the tripod e.p.
    - Mirrorball Satellite 2012
    - L.O.T. (Love Or Truth)
    - chronopsychology
    - How You Like Me Now?
    - orbit-3

  - アルバム
    - Planet Shining
    - EXPO EXPO
    - ASTROMANTIC CHARM SCHOOL
    - m-flo TRIBUTE ～stitch the future and past～
- lecca
  - シングル
    - For You
    - My measure
    - TSUBOMI feat.九州男/Snow Crystals
    - Right Direction

  - ミニ・アルバム
    - マドのむこう
    - 箱舟～ballads in me～

  - アルバム
    - City Caravan
    - BIG POPPER
    - パワーバタフライ
    - Step One
    - ZOOLANDER
    - TOP JUNCTION
    - tough Village
    - 前向き
    - BEST ALBUM「BEST POSITIVE」
- MISIA
  - シングル
    - ANY LOVE
    - LUV PARADE

  - アルバム
    - ASCENSION
- ARIA
  - シングル
    - NEXT DOOR
    - Departure feat.AK-69
    - Color Of Love

  - アルバム
    - THE JUKE BOX
    - PHEROMONE
    - FEAT."Mr.&Ms."BEST
- RIKI
  - シングル
    - 魁!ミッドナイト
    - 紅のバックファイヤー
    - MA・TSU・RI
    - Super Wave

  - アルバム
    - 全国制覇
    - 男唄
- 遊助
  - あの・・こんなんできましたケド。：Never Ever
- Lead
  - Delighted
- 安室奈美恵
  - namie amuro 5大ドーム TOUR 2012 ～20th Anniversary Best～
  - namie amuro PAST<FUTURE tour 2010
  - LIVE 2008
- AK-69
  - THE CARTEL FROM STREETS
  - THE STORY OF REDSTA-Chapter 1
  - THE STORY OF REDSTA-Chapter 2
- AMWE
  - I AM AMWE
- Ryohei
  - ReListen
  - BEST
  - Cavaca、Cavaca2、Cavaca3
- SMAP
  - LIVE smap
- イ・ビョンホン
  - ARENA TOUR 2007
- 平井堅
  - LIFE is... ：メモリーズ
- 三浦大知
  - Turn Off The Light
  - D.M.
- 観月ありさ
  - SpeciAlisa
- クレンチ&ブリスタ
  - LOVE&MESSAGE

### リミックス
- 浜崎あゆみ
  - Boys&Girls：LOVE～Destiny（TODD’S LOVERS CONVERSION）
- CHEMISTRY
  - almost in love/Re:fo(u)rm：キミがいる（MATALLY NewEraMix）
- TETSUYA
  - WHITE OUT 〜memory of a color〜：15 1/2 フィフティーンハーフ（Beyond The Rainbow Remix）

### その他作品
- 映画
  - ひゃくはち
  - 茜色の約束 サンバdo金魚
  - あんてるさんの花
  - 東京無印女子物語
  - 上京ものがたり
- DVD・ビデオ（Vシネマ）
  - ヒロミくん!全国総番長への道
  - 影の交渉人 ナニワ人情列伝シリーズ
  - 極道 龍二シリーズ
- CM
  - Panasonic LUMIX
  - ペプシコーラ
  - ZIMA
  - アンパンマン
  - サブウェイ
  - MTV ampSPECIAL
  - NTTドコモ
  - アースミュージックアンドエコロジー 2014〜2016 WEB IMAGE MOVIE
  - TOYOTA GAZOO Racing Nürburgring 24h
  - TOYOTA Camry (China)
- ゲーム音楽
  - コナミ PlayStation用サッカーゲームソフト「ウィニングイレブン10」
  - コナミ アーケードゲーム「ビートマニア」beatmania II DX12
  - コナミ アーケードゲーム「ポップンミュージック」CS pop‘n music 13

上記以外の参加作品は公式サイトで確認出来る。